# Эйнсли, Дуглас
Грант Дафф Дуглас Эйнсли (англ. Grant Duff Douglas Ainslie; 1865 — 27 марта 1948) — британский поэт, переводчик, критик и дипломат.

## Биография
Родился в Париже. Учился в Итонском колледже, затем в Баллиол-колледже и Эксетер-колледже Оксфордского университета. Печатался в «Жёлтой книге». В 21 год, будучи студентом Оксфорда, познакомился и подружился с Оскаром Уайльдом. Поддерживал связи с другими известными литераторами: Обри Бердсли , Уолтером Патером и Марселем Прустом. Был первым переводчиком сочинений итальянского философа Бенедетто Кроче на английский язык. Читал лекции по Гегелю. В письмах Артура Конана Дойла 1895—1896 годов фигурирует в качестве адресата как «Дорогой Эйнсли».
Эйнсли был членом Королевского азиатского общества Великобритании и Ирландии.

## Переводы Кроче
Образ мыслей Эйнсли был скорее литературным, чем философским, и не совсем ясно, обладал ли он философской компетенцией для адекватного перевода Кроче. В обзоре перевода Эйнсли книги Filosofia della Practica. Economica ed etica (1909) (Лондон: Макмиллан, 1913), профессор философии Х. Дж. Патон писал, что, благодаря использованию французских переводов Бурьо и Янкелевича, Эйнсли избежал некоторых ошибок, но в часто игнорировал грамматику и смысл и не проявил философского понимания, из-за чего перевод получился местами непонятным.
Джеффри Мюр, глава Мертон-колледжа, характеризует как недостоверный перевод Эйнсли книги Ciò che è vivo e ciò che è morto della filosofia di Hegel (Лондон: Макмиллан, 1915).

## Эйнсли и Коллингвуд
В 1913 году оксфордский философ и историк Р. Г. Коллингвуд перевел La Filosofia di Giambattista Vico Кроче, нарушив, таким образом, монополию Эйнсли. Чтобы избежать судебного иска, Коллингвуд перевел второе издание Estetica come scienza dell’espressione e linguistica generale Кроче, который был опубликован под именем Эйнсли в 1922 году. Эйнсли выпустил неполный перевод первого издания в 1909 году.

## Избранные сочинения
- Escarlamonde and Other Poems (1893)
- John of Damascus (1901)
- Moments: Poems (1905)
- The Song of the Stewarts: Prelude (1909)
- Mirage: Poems (1911)
- Adventures Social and Literary (1922)
- Chosen Poems (1926)
- The Conquest of Pleasure (1942)